# Gacki (Grzegorzowice)
Gacki (niem. Kolonie Gatzken) – kolonia wsi Grzegorzewice w Polsce położona w województwie śląskim, w powiecie raciborskim, w gminie Rudnik.
Kolonia jest położona w północno-wschodniej części gminy. Administracyjnie kolonia jest częścią sołectwa i wsi Grzegorzowice. W kolonii bierze swój początek potok, który wpływa do Odry.

## Geografia

### Położenie
Gacki leżą w Kotlinie Raciborskiej, w południowo-zachodniej części województwa śląskiego, niedaleko rzeki Odry. Kolonia położona jest na pagórkowatym terenie na lewym brzegu Odry.
Pod względem administracyjnym osada należy do gminy Rudnik, powiatu raciborskiego i województwa śląskiego. Kolonia znajduje się w północno-wschodniej części gminy.
Kolonia graniczy od północy z Sławikowem, od wschodu z Grzegorzowicami, od zachodu z Ponięcicami, od południowego zachodu z Czerwięcicami, a od południa z Ligotą Książęcą.

### Warunki naturalne
Gacki otoczone są ze wszystkich stron polami uprawnymi. Jedynie na zachodzie znajduje się niewielki obszar leśny.

### Warunki klimatyczne
W kolonii Gacki klimat jest łagodny poprzez sąsiedztwo z rzeką Odrą, kompleksy leśne województwa opolskiego położone od zachodu, a także poprzez położenie gminy Rudnik przy wylocie Bramy Morawskiej, z której napływają masy wilgotnego i ciepłego powietrza. Średnia roczna temperatura waha się między 7 °C a 8 °C. W lipcu, który jest najcieplejszym miesiącem temperatura waha się między 17 °C a 18 °C, a w najzimniejszym – styczniu waha się między - 2 °C a - 3 °C. Czas trwania okresu wegetacyjnego wynosi od ok. 210 do 230 dni, a przymrozki trwają od 60 do 100 dni w ciągu roku, pokrywa śnieżna natomiast zalega od 60 do 90 dni. Opad śródroczny oscyluje wokół 600–900 mm. Wiatry są przeważnie słabe, ok. 42% wieje z kierunku zachodniego i południowo-zachodniego przynosząc ciepłe masy powietrza z Europy Zachodniej i basenu Morza Śródziemnego. Średnia prędkość wiatru w ciągu roku wynosi ok. 2,2 m/s.

## Historia
Osada Gacki składała się tylko z kilku gospodarstw i położona była niedaleko wsi Ganiowice. Wiadomo, że znajdował tu się młyn, bowiem źródła podają, że przed 1725 r. w wyniku powodzi został zniszczony, a następnie odbudowany. Podczas odbudowy młyna wzniesiona została gospoda, w której rocznie sprzedawano czternaście achteli piwa oraz pół wiadra wódki. Źródła także podają liczbę osób zamieszkujących osadę w tych czasach, a było to siedmiu gospodarzy, dwóch zagrodników i czterech chałupników. Pod koniec XVIII wieku z folwarku i osady utworzono jeden obwód dominialny, który dzierżawił pan o nazwisku Stokłosa. Dodatkowo kanonicy raciborscy otrzymywali z tych ziem dwadzieścia jeden szefli zboża, a wikarzy i słudzy kościelni sześć i pół. Stokłosa natomiast płacił opłatę z dzierżawy w wysokości 1270 guldenów, z czego 980 guldenów wędrowało do króla pruskiego. Pod koniec XIX wieku była już kolonią i należała do wsi Ganiowice. Po I wojnie światowej osada została przyłączona do wsi Grzegorzowice. W latach 1975–1998 miejscowość administracyjnie należała do województwa katowickiego.

## Komunikacja
Do Gacek prowadzi jedna droga powiatowa z Czerwięcic o długości 6,6 km, która rozpoczyna się z połączenia z drogą krajową nr 45. Wspomniana droga powiatowa z Gacek wiedzie do drogi wojewódzkiej nr 421 i łączy kolonię z Grzegorzowicami i Sławikowem. Oprócz tego sieć dróg gminnych łączy wieś z miejscowościami: Sławików, Ponięcice, Łubowice, Ligota Książęca oraz Błażejowice.
W Gackach nie ma przystanka autobusowego, a miejscowa ludność korzysta z przestanków znajdujących się w Grzegorzowicach. Grzegorzowice łączy z Raciborzem, Rudnikiem, Łanami oraz Sławikowem duża liczba kursów autobusów i busów. Oprócz tego Grzegorzowice posiadają jeszcze połączenie z Lasakami.
Najbliższe stacje kolejowe to: Racibórz (9 km), Racibórz Markowice (8 km) oraz Nędza (7 km).

## Infrastruktura i Gospodarka
W Gackach nie ma remizy Ochotniczej Straży Pożarnej ani żadnej placówki oświatowej. Najbliższy ośrodek zdrowia znajduje się w Rudniku oraz Łubowicach, a w Szonowicach jest oprócz tego punkt lekarski. Punkty apteczne mieszczą się w Rudniku oraz Łubowicach. Najbliższy urząd pocztowy znajduje się w Rudniku (kod 47-411), a ponadto w Łubowicach jest agencja pocztowa.
Kolonia korzysta z ujęcia wody podziemnej zlokalizowanej pod Rudnikiem, a obsługiwanej przez Zakład Wodociągów i Usług Komunalnych w Rudniku. Gacki nie posiadają sieci kanalizacyjnej. Kolonia związana jest z telefoniczną strefą numeracyjną Raciborza (32). Gacki nie są objęte siecią gazu rozdzielczego, a braki z tym związane zaspokajane są gazem z butli propan-butan.

## Kultura i oświata
W Gackach brak jest remizy Ochotniczej Straży Pożarnej oraz Towarzystwa Społeczno-Kulturalnego Niemców, tzw. DFK, co w znaczny sposób ogranicza życie kulturalne w miejscowości.
We wsi nie ma żadnej placówki oświatowej, a uczniowie chodzą do szkół w pobliskich miejscowościach. Najbliższe przedszkola znajdują się w Grzegorzowicach oraz Brzeźnicy, a szkoły podstawowe w Brzeźnicy, i Grzegorzowicach. Natomiast najbliżej położone szkoły gimnazjalne są w Grzegorzowicach, Rudniku oraz Szonowicach, a szkoły ponadgimnazjalne w Kuźni Raciborskiej oraz Raciborzu.

## Religia
Gacki należą do parafii Narodzenia Najświętszej Maryi Panny w Łubowicach, która należy do dekanatu Racibórz w diecezji opolskiej.

## Zabytki
We wsi znajduj się kapliczka z 1938 roku. Posiada zdobioną wieżyczkę z przeźroczami, a w bocznych ścianach półkoliste zamknięte okienka z witrażami.